# 山姆·格拉維斯
山姆·格拉維斯（英語：Samuel Bruce "Sam" Graves, Jr.；1963年11月7日—）是美国的一位政治人物。他自2001年開始出任密蘇里州的聯邦眾議員。格拉維斯的所屬政黨是共和黨。1992年，格拉維斯當選密蘇里州眾議院議員。在經過一屆任期之後，他當選密蘇里州參議院議員。2000年，格拉維斯當選美國眾議院議員。